# Miguel Ángel Ruiz García
Miguel Ángel Ruiz García, més conegut com a Miguel Ángel Ruiz (nascut el 5 de gener de 1955) és un exfutbolista espanyol que jugava com a defensa.
Va jugar principalment a l'Atlètic de Madrid i al Màlaga, on es va retirar de la pràctica futbolística. Des de 1994 fins a 2001 va ser Secretari Tècnic de l'Atlètic de Madrid i posteriorment ho va ser també del Club Deportivo Tenerife i del València CF. Fins al 24 de novembre de 2009 va treballar com a mànager general en l'Albacete Balompié. En diferents etapes ha estat comentarista en les retransmissions futbolístiques del canal de televisió Canal+ Liga, Telemadrid i altres cadenes televisives.
Ha treballat per a la Reial Federació Espanyola de Futbol com a Director del Curs de Directors Esportius. També com a Director Tècnic amb la RFEF en el projecte d'Acadèmies Internacionals a l'Aràbia Saudita.
Del 2014 al 2019 va ser Director Tècnic de l'Acadèmia de l'Atlètic de Madrid.